# Sammy Brookes
James Samuel "Sammy" Brookes là một cầu thủ bóng đá người Anh. Là một right half, ông thi đấu 3 trận tại Football League cho Blackpool, câu lạc bộ duy nhất được biết đến của ông, năm 1901. Ông ghi được một bàn trong 3 trận đó.